# Eleonora Harendarska

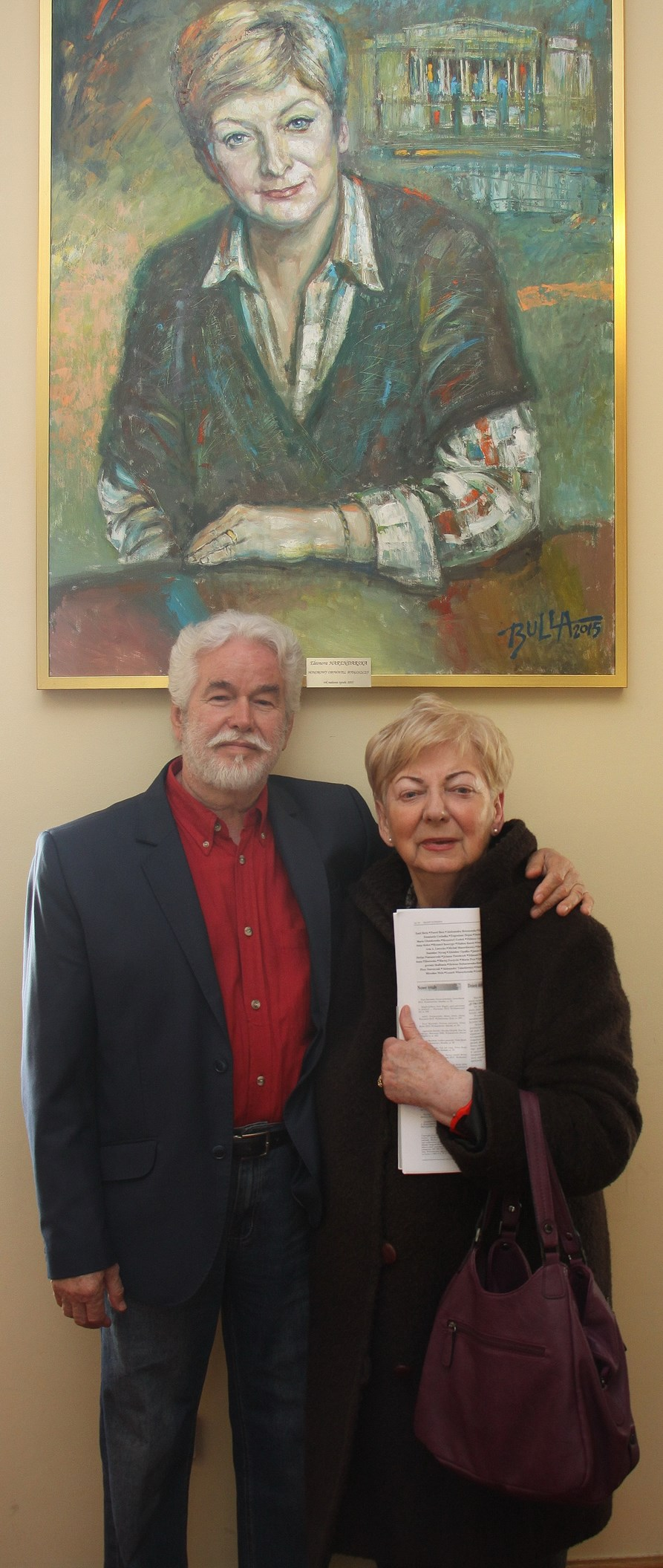
Malarz Ignacy Bulla oraz Eleonora Harendarska (w tle portret muzykolog namalowany przez artystę)

Eleonora Krystyna Harendarska (ur. 14 marca 1941 w Bydgoszczy) – polska muzykolog, działaczka kulturalna, od 1991 do 2015 dyrektor Filharmonii Pomorskiej im. Ignacego Jana Paderewskiego w Bydgoszczy.

## Życiorys
Dzieciństwo spędziła na bydgoskim Okolu. Wychowała się w rodzinie, w której pielęgnowano muzykę. Uczyła się prywatnie gry na fortepianie. Po ukończeniu Liceum Muzycznego w Bydgoszczy i maturze (1960 – klasa fortepianu Lucjana Galona) studiowała muzykologię na Uniwersytecie Warszawskim. Po obronie pracy magisterskiej została zatrudniona w Filharmonii Pomorskiej w Bydgoszczy, gdzie zajmowała się organizacją Bydgoskich Festiwali Muzycznych i kongresów-festiwali Musica Antiqua Europae Orientalis. Zaliczała się do najbliższych współpracowników długoletniego dyrektora FP Andrzeja Szwalbe. W 1979 została kierownikiem artystycznym Bydgoskich Festiwali Muzycznych, w 1989 wicedyrektorem filharmonii, a w 1990 dyrektorem artystycznym FP.
W 1991, po odejściu Andrzeja Szwalbe na emeryturę, została mianowana dyrektorem naczelnym Filharmonii Pomorskiej w Bydgoszczy, którym pozostawała do przejścia na emeryturę w 2015. Przeprowadziła instytucję przez okres ustrojowej transformacji. Kierowana przez nią instytucja utrzymała stabilność finansową instytucji, poszerzyła ofertę artystyczną o nowe formy (m.in. spotkania z mistrzami pióra oraz koncerty uniwersyteckie), wprowadziła innowacje organizacyjne (zniżki dla bezrobotnych, otwarte dla publiczności próby generalne), pozyskała dla bydgoskich filharmoników zagranicznych dyrygentów, utrzymała zmieniającą swój repertuar Capellę Bydgostiensis.
Eleonora Harendarska zaangażowała się w działalność licznych organizacji społecznych działających na rzecz kultury. Była członkinią zarządu głównego Stowarzyszenia Polskich Artystów Muzyków w Warszawie, współzałożycielką i pierwszą przewodniczącą Konferencji Dyrektorów Polskich Filharmonii, członkinią jury różnych konkursów artystycznych.
Należała do Ruchu Obywatelskiego Akcja Demokratyczna, następnie związana była z Unią Demokratyczną i Unią Wolności. W 1991 bez powodzenia kandydowała do Senatu, zajmując 5. miejsce spośród 15 kandydatów w okręgu bydgoskim.

## Odznaczenia i wyróżnienia
W 2011 została odznaczona przez prezydenta Bronisława Komorowskiego Krzyżem Komandorskim Orderu Odrodzenia Polski. Wcześniej otrzymała Krzyże Kawalerski oraz Krzyż Oficerski Orderu Odrodzenia Polski, a także m.in. Srebrny Krzyż Zasługi oraz Złoty Medal „Zasłużony Kulturze Gloria Artis” (2005). W 2017 została odznaczona Krzyżem Wolności i Solidarności.
W 2015 została odznaczona Odznaką Honorową za Zasługi dla Województwa Kujawsko-Pomorskiego, a także otrzymała tytuł honorowego obywatela Bydgoszczy.